# Château de Wisch

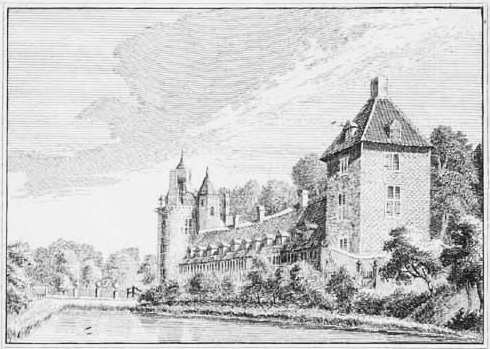
Le château de Wisch en 1743 par Jan de Beijer.

Le Château de Wisch (aussi mentionné par Huis Wisch) est un château privé situé à Terborg, dans la municipalité d'Oude IJsselstreek (anciennement: la municipalité de Wisch) dans la région de l'Achterhoek, dans la province néerlandaise de Gueldre. La première mention connue d'un "Castrum Wische" provient d'une charte datant de 1285; selon certains, cette année se réfère à la nouvelle maison de Wisch,, selon d'autres à l'ancienne maison de Wisch,,. Depuis le XIVe siècle, le château de Wisch a été le centre de la seigneurie de Wisch, l'une des quatre bannières dépendant du comté de Zutphen. Le château de Wisch a conservé ses droits seigneuriaux jusqu'en 1813.

## Histoire
Le château de Wisch a une histoire longue de huit siècles. Les seigneurs de Wisch apparaissent dans l'Achterhoek juste après 1150 et sont déjà mentionnés dans les documents en 1207. Ils étaient parmi les plus puissants de leur région. En 1285, le château est déjà mentionné comme castrum Wische (cela se réfère probablement à l'ancienne maison de Wisch, qui était sur l'autre rive de l'Oude IJssel). La seigneurie de Wisch ne couvrait initialement qu'un petit territoire: d'abord une marke à De Heuven, qui fait partie de la paroisse d'Etten. En 1315, Henri de Wisch (en néerl. Hendrik van Wisch) a reçu les fiefs de Silvolde et Varsseveld. En 1316, l'oncle d'Henri, Herman II van Lohn, le dernier comte de Lohn est décédé sans laisser d'héritier. La même année, le seigneur d'Heinsberg a rendu les droits et villae Varsseveld et Silvolde à Henri de Wisch. Grâce au gain de l'ancienne région de Lohn, le domaine de Wisch a été considérablement agrandi.

## Oud Wisch (ou Wisch le Vieux)
Oud-Wisch était situé sur la rive ouest de l'Oude IJssel, à trois kilomètres en aval de Heuven, ou De Hoven (un hameau entre Etten et Wijnbergen/Doetinchem). Il était également appelé château De Heuven. La date de la fondation n'est pas connue, mais Sweder et Berend van Wisch sont mentionnés dès 1178. Ils ont été enterrés dans le monastère de Bethléem à Gaanderen. On ne sait pas à quelle période ces ancêtres des seigneurs de Wisch ont disparu. Ils peuvent avoir été tués en 1531 pendant le siège de Terborg par le commandant des troupes gueldroises Maarten van Rossum.
Jusqu'en 1986, il y avait encore une colline basse et aplatie dans les prés à Heuven. Autour de la colline se trouvait un ancien canal. Quelques gros morceaux de pierre, de tuf, de blocs de grès et de très vieilles pierres latérales ont été trouvés à proximité en 1983 (le tuf indique l'âge, car ce type de pierre est utilisé pour l'émergence de pierres cuites). Ces restes clairsemés ont disparu en 1986 lorsque le terrain a été nivelé. En 2008, la municipalité a commandé une campagne de fouille sur les restes de l'ancien château près d'Etten.

## Le château actuel de Wisch
Les seigneurs de Wisch ont construit un nouveau château sur la rive est de l'Oude IJssel, où plus tard l'actuel village de Terborg a été créé. La nouvelle construction était idéalement située à proximité de l'Oude IJssel et de la route commerciale d'Anholt à Doetinchem et Doesburg. Le territoire s'étendait à l'ouest jusqu'au domaine de Huis Bergh près de 's-Heerenberg, où le Ziegenbeek (ou Tweeherige beek, "Ruisseau à deux têtes") formait la frontière.

## Seigneurie partagée
En 1317, Henri de Wisch a adopté les armoiries avec les deux lions rouges de son épouse Elisabeth van Hernen. Au XIVe siècle, Wisch devient «deux héros», la seigneurie est partagée entre deux cousins de Wisch. Chaque branche avait sa propre bâtisse. Les deux résidences se trouvaient côte à côte sur le site du château actuel et étaient séparées par un fossé. L'aile actuelle de 80 mètres de long entre les deux tours n'était pas encore élevées à cette époque-là.
Avec la mort de Thierry IV, le 7 décembre 1425, la branche la plus ancienne des seigneurs de Wisch s'éteignit. La moitié du château est passée dans la famille Van Homoet. En 1486, Henri II d'Homoet a vendu sa habitation avec la moitié de la seigneurie au comte Oswald I van den Bergh à 's-Heerenberg. En conséquence, le Huis Wisch (la Maison de Wisch) était de plus en plus appelé le "Berghsche Huis" (la Maison de Bergh), contrairement aux souhaits des autres demi-seigneurs de Wisch qui revendiquaient également le château.
En 1528, les différends sont si tendus que Joachim van Wisch prend le château de Terborg par la manière forte. Le duc de Gueldre est alors intervenu, ce qui a amené Maarten van Rossum à conquérir Terborg et le château de Wisch, le 20 mai 1531. Ce dernier a été gravement endommagé. Joachim van Wisch s'étant enfui à l'étranger, les choses se sont calmées.
Après l'épisode de 1531, la "Berghse Huis" n'avait plus qu'une tour. Les maisons n'ont été réunies dans une seule main qu'en 1644. En 1849, la famille Van Schuylenburch est devenue propriétaire; elle a également réussi à conserver le domaine dans son intégralité.

## La période française
En 1813, durant l'occupation française, le château de Wisch perd ses droits seigneuriaux. Un an plus tôt, le territoire avait déjà été divisé en deux : Terborg (dont Silvolde) d'une part et Varsseveld d'autre part. En 1818, Terborg / Silvolde et Varsseveld fusionnèrent à nouveau pour former le schoutambt (baillis) de Wisch, puis à partir de 1825 la commune de Wisch (à partir de 2005, celle-ci a fusionné avec la commune d'Oude IJsselstreek).

## LeXXesiècle
Pendant la Seconde Guerre mondiale, durant la bataille d'Arnhem, le général allemand Feld Marschall Walter Model a brièvement utilisé le château comme quartier général du 17 septembre 1944 au 22 septembre 1944. Deux attentats (les 12 et 29 octobre) ont causé de graves dommages au château en 1944. La famille Vegelin van Claerbergen a commencé sa réintégration après la guerre. En 1957, une solution a été trouvée pour la restauration du bâtiment principal. La partie avec la tour ronde et la tour d'escalier a été transférée à l'association Les Amis des Châteaux de Gueldre (Stichting Vrienden der Geldersche Kasteelen) en bail perpétuel, après quoi elle a pu être restaurée de 1957 à 1961. Il s'agissait d'une restauration majeure, avec des changements à l'extérieur et à l'intérieur du bâtiment principal. Le reste du complexe et le domaine environnant sont restés la propriété de la famille Vegelin.

## La construction

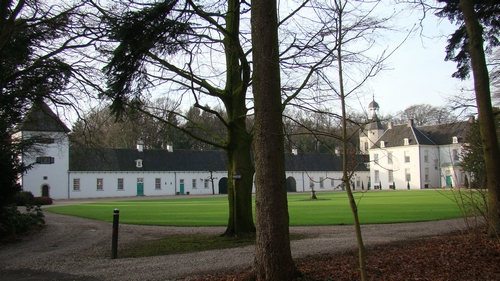

Le château de Wisch a un plan très inhabituel. Il se compose d'un complexe en forme de L, avec un bâtiment principal des XVIe siècle et XVIIe siècle. Les fondations de la tour ronde de l'habitation actuelle datent du XVe siècle. En raison de l'utilisation de canons de meilleure qualité, il est probable que le château a été renforcé vers 1512 avec des tours d'angle en briques rondes et des murs en terre. Les remparts en terre ont été renforcés en des points stratégiques avec des bastions en terre supplémentaires, et des bastions ronds et bas, sur lesquels l'artillerie a été placée pour maintenir les attaquants à une distance respectable du château.

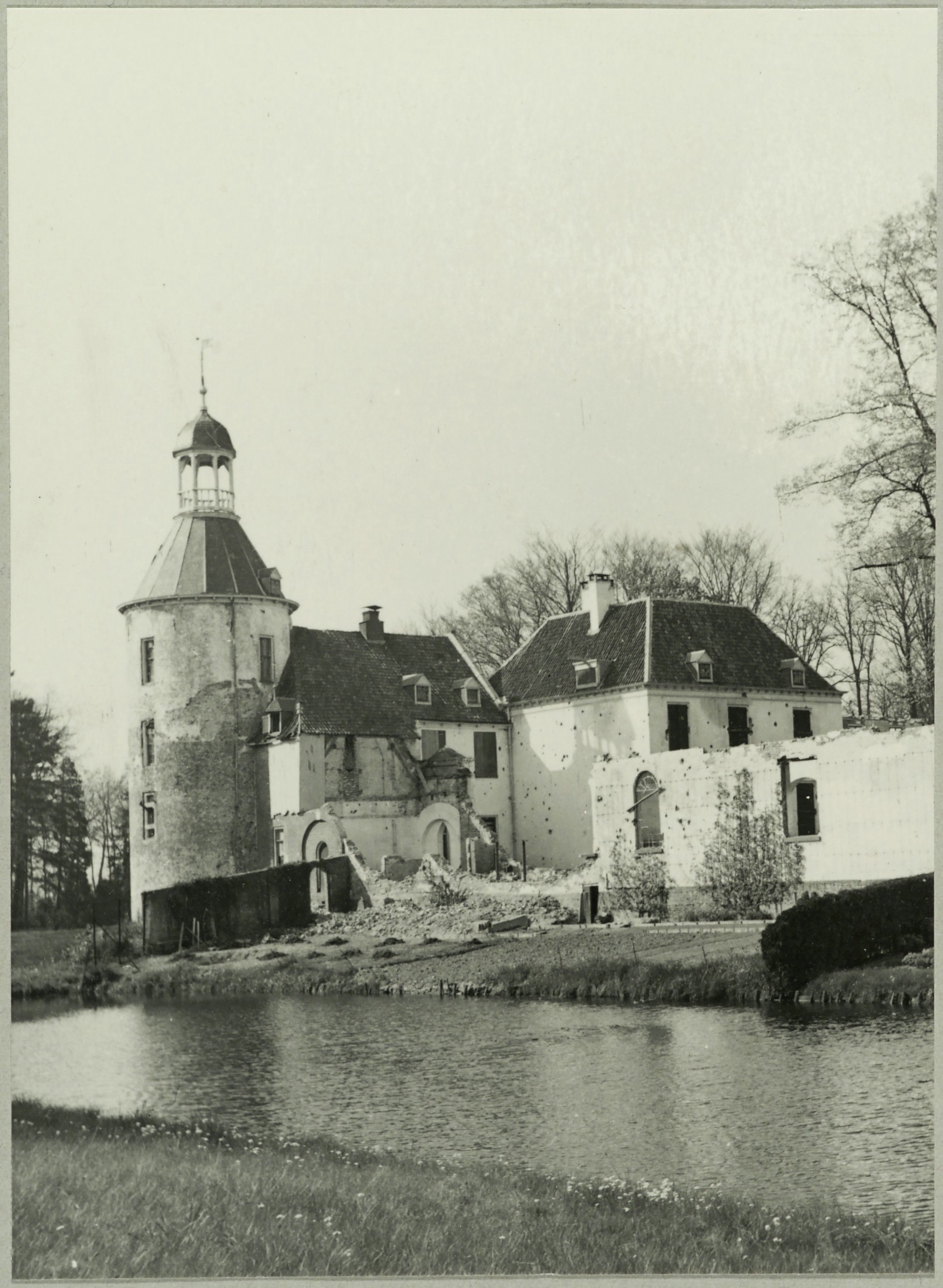
Dégâts causés par les bombardements du 12 octobre 1944.

Le bâtiment principal est daté de 1648 et a dû donc être reconstruit après la fin de la guerre de Quatre-Vingts Ans. Des changements ont eu lieu ici au XVIIIe siècle. Une aile de service basse et allongée du XVIIe siècle est perpendiculaire au bâtiment principal, avec au coin extérieur, une grande tour ronde du XVe siècle, qui a été élevée au XVIIe siècle. En face se trouve une tour d'escalier hexagonale du XVIe siècle, qui a été reconstruite lors de la campagne de restauration. La tour ronde et la tour d'escalier étaient déjà au XVIe siècle, enduites à l'extérieur, avec des joints peints imitant des blocs de pierre naturelle. L'aile de service de plus de 90 mètres de long se termine sur le côté est par une tour carrée, vers 1700. Au sous-sol de la tour se trouvent des cellules de prison. L'ensemble du bâtiment a été peint en blanc au XIXe siècle.
Vers la fin de la Seconde Guerre mondiale, le château est bombardé deux fois par les Alliés le 12 octobre 1944, car des officiers allemands y séjournaient. Malgré l'avertissement du maire Mr Boot, les habitants étaient restés au château. Le seigneur de Wisch a été tué et le château a été gravement endommagé.

## L'intérieur
Lors de la restauration de 1957 à 1961, l'intérieur du bâtiment principale a été changé. La disposition du XIXe siècle a été adaptée et des pièces d'ameublement ont été rapportées d'ailleurs. Un escalier avec de belles balustres Louis XIV en fer forgé de La Haye a été installé. Dans l'une des pièces à l'avant, un papier peint peint d'Amsterdam du XVIIIe siècle a été employé.

## Le nom
Wisch est le mot bas-allemand pour "prairie". La famille Wisch est originaire de Westphalie en Allemagne et le nom peut avoir été tiré du village de Wisch près de Billerbeck. Une autre explication est qu'elle ferait référence aux pâturages près de la rivière Berkel, leurs possessions près de Vreden. Les premiers membres de la famille étaient connus comme: De Wisge, Van Wisge ou Van Wisch. Dans les anciennes pièces d'archive, vous trouverez également les orthographes: Wyssche, Wissche, Wissche, Wiisch, Wiesch et (comme il est également prononcé) Wis.

## Les propriétaires
Les seigneurs de Wisch étaient connus comme des chevaliers voleurs. Ils ont effectué des raids à travers l'Achterhoek et une partie d'Overijssel, puis se sont retirés dans leurs châteaux, où ils ont été régulièrement assiégés - y compris par les ducs de Gueldre. La famille Wisch s'est éteinte au XVIe siècle.
Quelques résidents du château de Wisch:
- Johan van Wisch (vers 1300)
- Hendrik I van Wisch (début 1300)
- Dirk II van Wisch (milieu 1300)
- Sweder van Wisch (milieu 1300) - qui se mariat avec Leonora van Barchem - Sweder Rodebaert van Wisch du château De Wildenborch
- Johan I van Wisch (milieu 1300)
- Dirk III van Wisch (fin 1300)
- Steven II van Wisch (fin 1300)
- Thierry IV de Wisch (nl) (1350-1425) (vers 1400). Il épousa (1) en 1379 Elisabeth van Amstel, dame de Moyland (ca.1350-1385), fille de Willem van Amstel (1310-1378) et Margriet van Hagendoorn, fille héritière de Moyland (1330-1419). Il épousa (2) en 1386 Jutta van Arkel (1360-1395), une fille d'Otto van Arkel (1320-) seigneur d'Acquoy et Machteld van Valkenburg (1330-).
- Hendrik II van Homoet (milieu 1400), marié avec Stevina Dame de Wisch (1390-1462)
- graaf Oswald I van den Bergh de 's-Heerenberg (milieu 1400)
- Joachim van Wisch (début 1500)
- Graaf Herman Georg van Limburg Stirum (fin 1500)
- Willem Maurits graaf van Nassau-Siegen (vers 1600)
- Albrecht Friedrich margrave de Brandenburg et prince de Prusse (vers 1750)
- Mr. Adriaan van Steengracht van Souburg, par achat (1756-1772)
- Johan Herman Sigismund van Nagell, seigneur de Ampsen et Maurice Constance le Leu de Wilhem, par achat (1772-1784)
- Jacques Albert Louis Frederik Carel baron de Nagell, seigneur de Rijnenburg (1784-1831)
- Constantijn Sigismund Willem Jacob van Nagell (1831-1849)
- Johanna Philippina van Herzeele, veuve de jhr. mr. François Pierren van Schuylenburch seigneur de Bommenede, par achat, droits partagés avec Huis Bergh (1849-1858)
- Jhr Willem Lodewijk van Schuijlenburch (aussi : Schuijlenburg, Schuylenburch ou Schuylenburg) (-1902)
- Jhr Wigbold Albert Willem van Schuylenburch, seigneur de Wisch (1902-1945)
- Demoiselle Olga Mary Ines van Schuijlenburch, par héritage (1945-1949)
- jhr Louis Philippe Vegelin van Claerbergen, par mariage (1949-2012)

## Poésie
Le comté de Zutphen avait quatre seigneurs portant bannière : Bergh, Baer, Bronckhorst et Wisch. En 1650, l'historien Arend van Slichtenhorst (1616-1657) a enregistré un vieil adage :
Bergh de ryxte
Bronckhorst de adelyxte
Baer de oudste
Wisch de stoutste
Bergh le plus riche
Bronckhorst le plus noble
Baer le plus ancien
Wisch le plus audacieux
Que les seigneurs de Wisch soient considérés comme les plus audacieux, les plus courageux, fait probablement référence à leur réputation de chevaliers voleurs.

## Terborg
Au nord du château (le "burcht" ou "borch"), venait la place Toe Borch, ou Terborg (littéralement : ter château, ou : près du château). La zone autour du château s'appelait Hof ter Borgh. Le 23 avril 1419, jour de la Saint-Georges, les seigneurs de Wisch, Henri III et Thierry IV, accordèrent des privilèges urbains à Terborg. En tant que sceau de la ville, ils ont choisi une image de Saint George avec le dragon. Saint George est toujours le saint patron de la ville de Terborg.
Pendant longtemps, Terborg ne comprenait qu'une seule rue, la Hoofdstraat. À partir du XIVe siècle, les portes de la ville se dressaient au début et à la fin: la Molenpoort ou IJsselpoort à l'ouest (gardée par des hommes venant de Wisch) et la Bergpoort ou Zandpoort à l'est (gardée par des miliciens de la ville). En même temps, des canaux et un mur ont été construits des deux côtés de la Hoofdstraat : désormais reconnaissable par la Walstraat (au nord de la Hoofdstraat) et le Gravenpad (au sud de celle-ci). Ce Gravenpad est parallèle à la Laan van Wisch, l'une des deux allées du château. L'allée officielle se trouve au début de la Hoofdstraat, où se trouvait la porte ouest de la ville. Aujourd'hui, elle est fermée par une clôture décorative.

## Héritage
Le territoire du château de Wisch est situé au sud de Terborg. Il y a une ferme sur le domaine. Les vastes pâturages bordent la réserve naturelle de Paasberg. La Paasberglaan, qui longe le Paasberg, de Terborg à Silvolde, offre une vue sur cette terre qui s'appelle "le pré de Wisch" (en néerl. "de wei van Wisch").
Le château de Wisch est proche du centre de Terborg, seul le Gravenpad sépare le domaine des maisons de la Hoofdstraat. En raison de l'environnement verdoyant, de l'allée fermée et de la longue allée parallèle à la Hoofdstraat, le château est toujours resté privé. Il y a un parc paysager autour du château et un jardin fleuri a été aménagé contre la longue aile de service. L'ensemble du territoire appartient à la famille Vegelin van Claerbergen et n'est donc pas accessible.
Les arbres remarquables sont les deux tilleuls monumentaux (Tilia) sur le parvis et le noyer noir (Juglans nigra) dans le parc. Le noyer a entre 200 et 250 ans et 21 mètres de haut. Avec sa circonférence de 4,70 mètres, c'est le noyer le plus large des Pays-Bas.
La tête jaune à yeux jaunes (Gagea villosa) se trouve à Wisch. Cette plante est typique des cimetières et des domaines, sous de vieux arbres. La plante fleurit brièvement au printemps avec des fleurs jaunes. La plante s'est détériorée sur place, pour une raison possible qu'elle est facilement envahie par la pervenche et le lierre, par exemple.

## Galerie

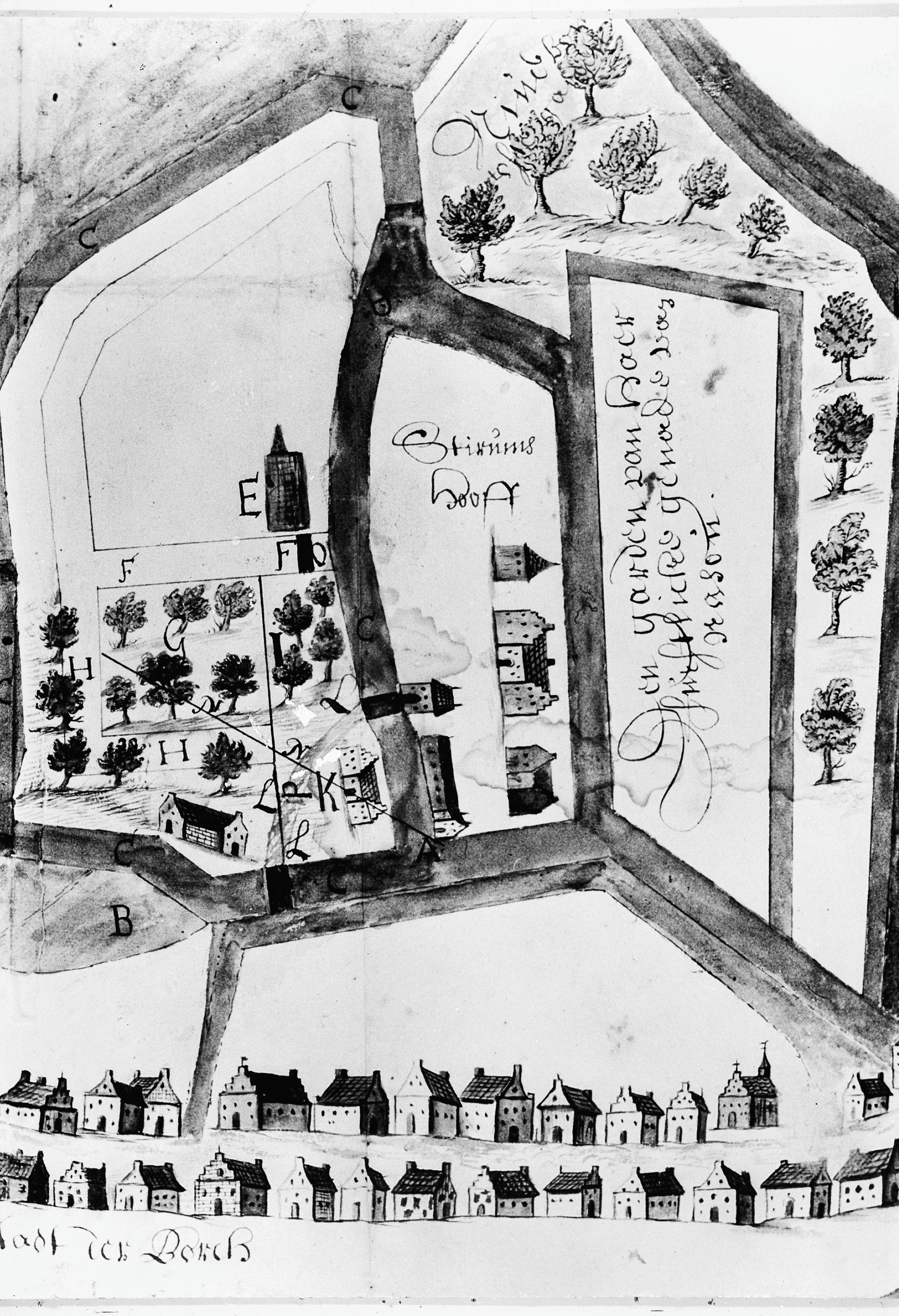
Plan montrant le château vers 1666.
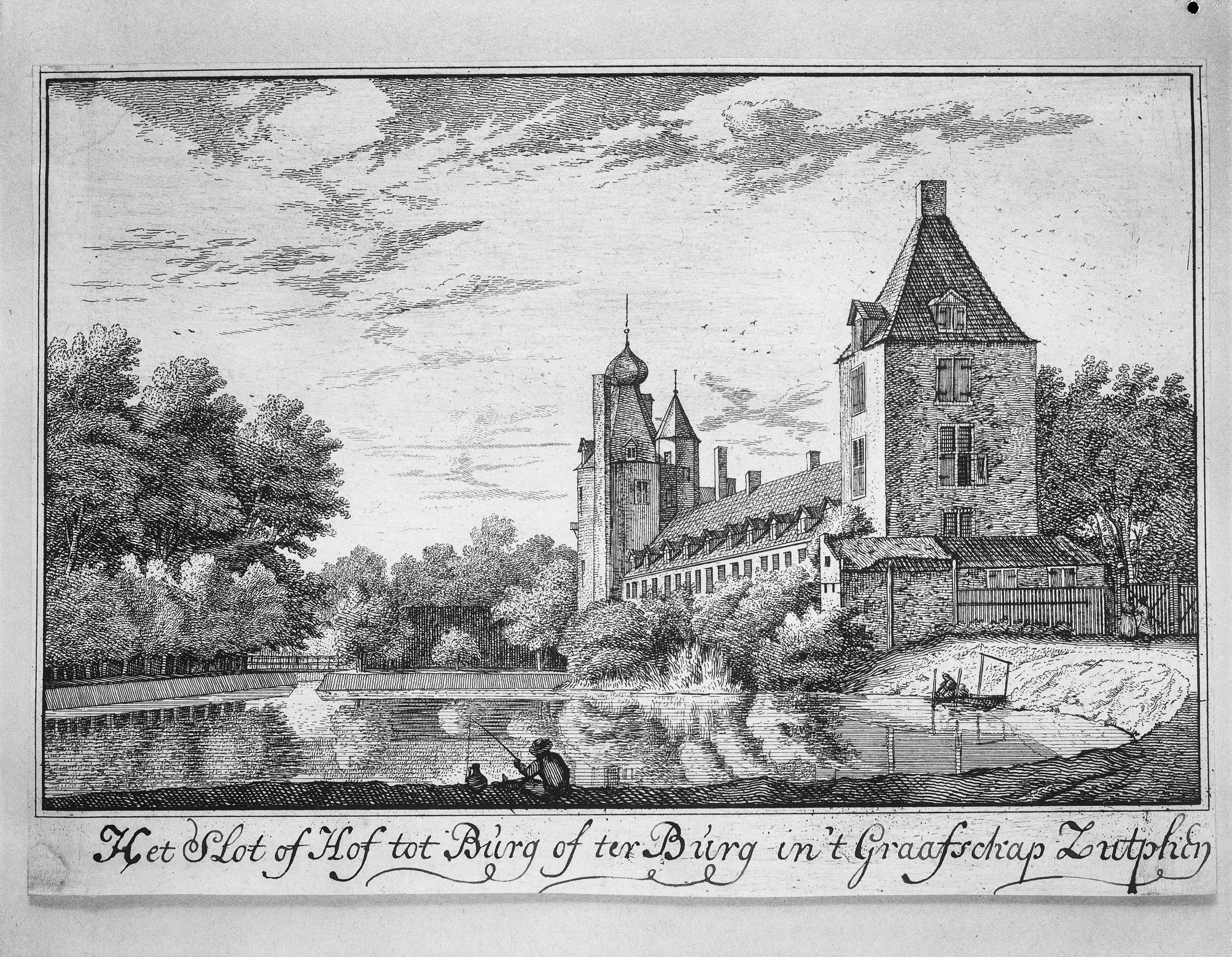
Reproduction d'une ancienne gravure du château.
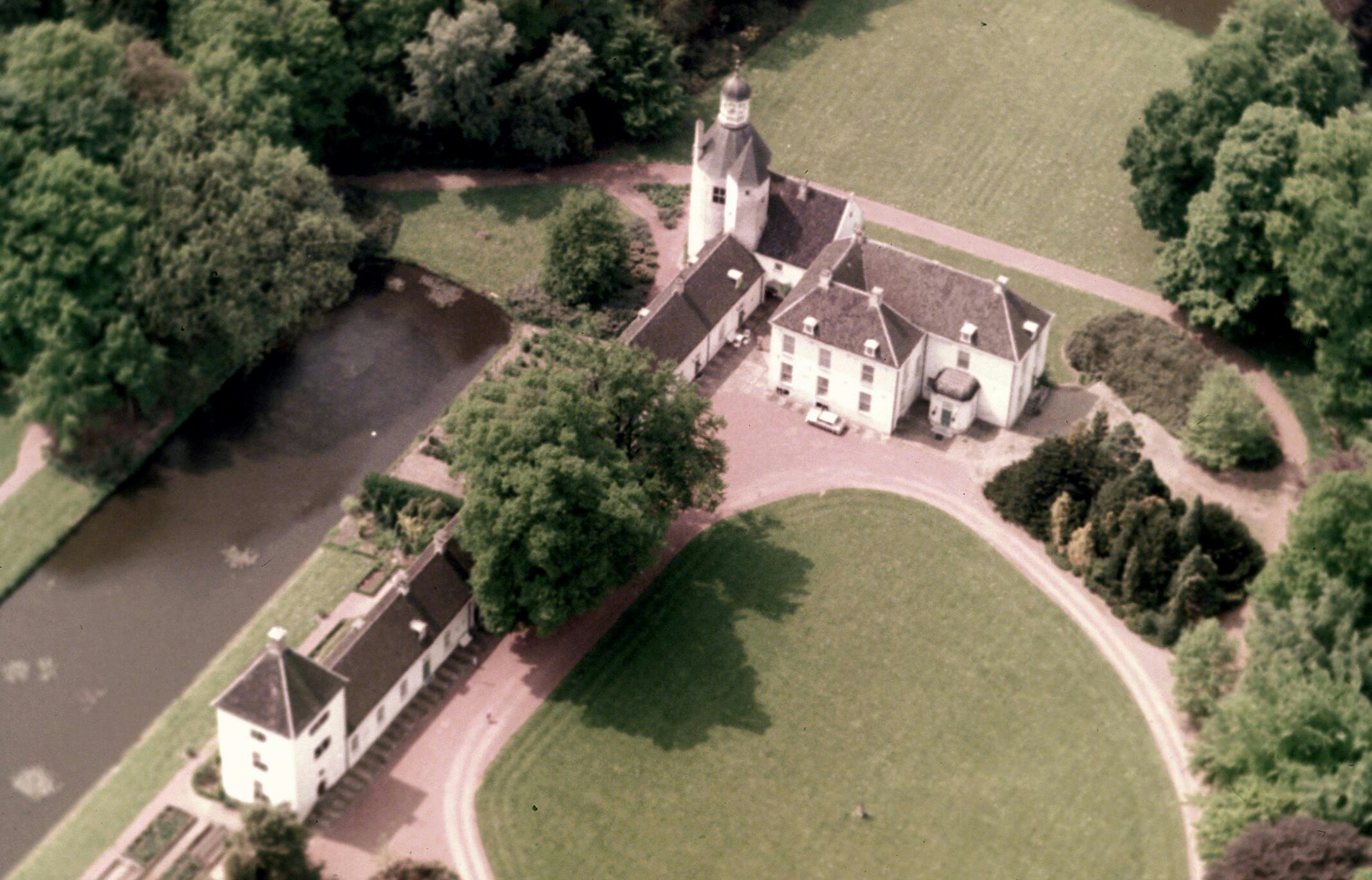
Vue aérienne du château.
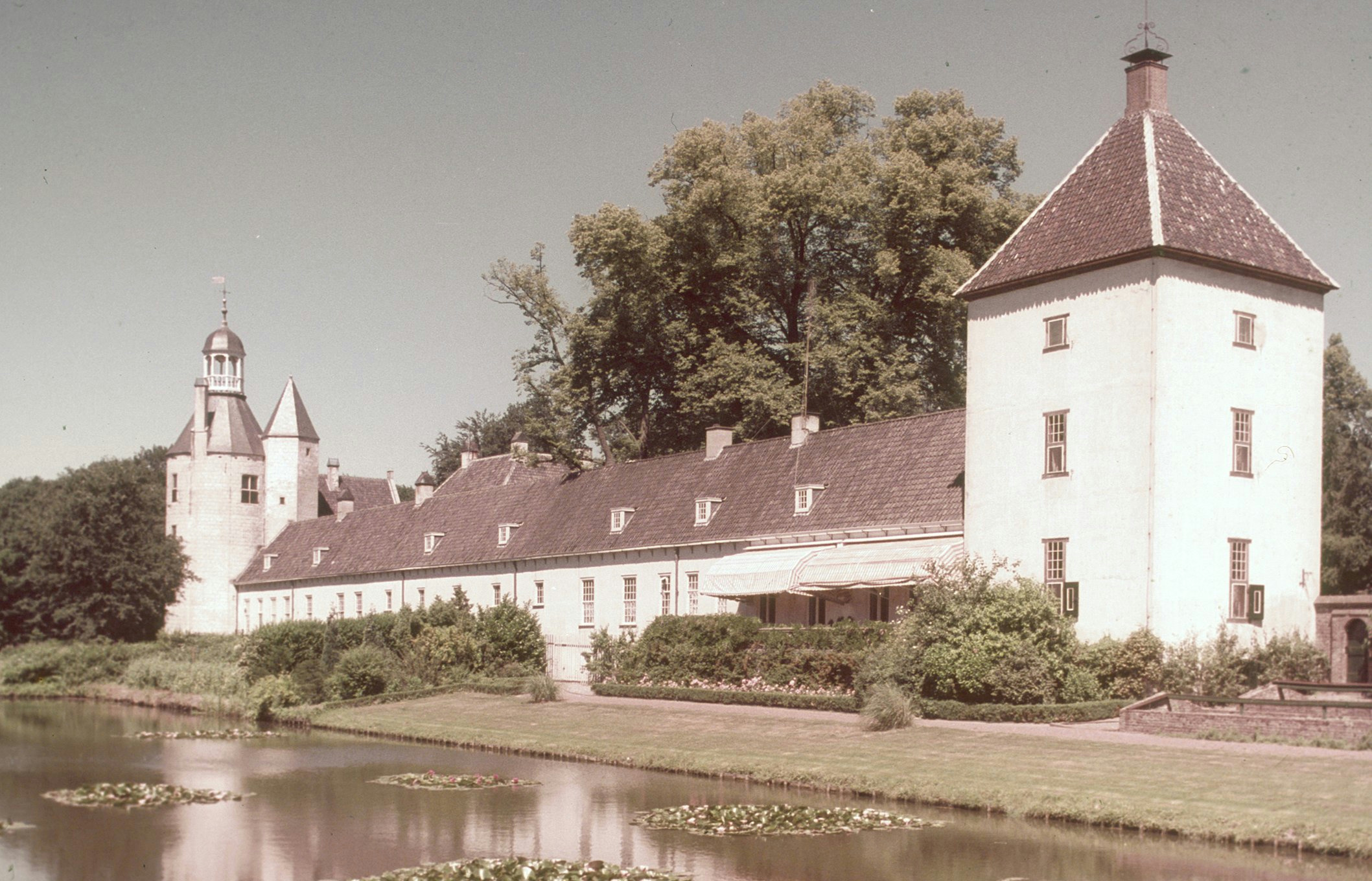
Vue extérieure du château.
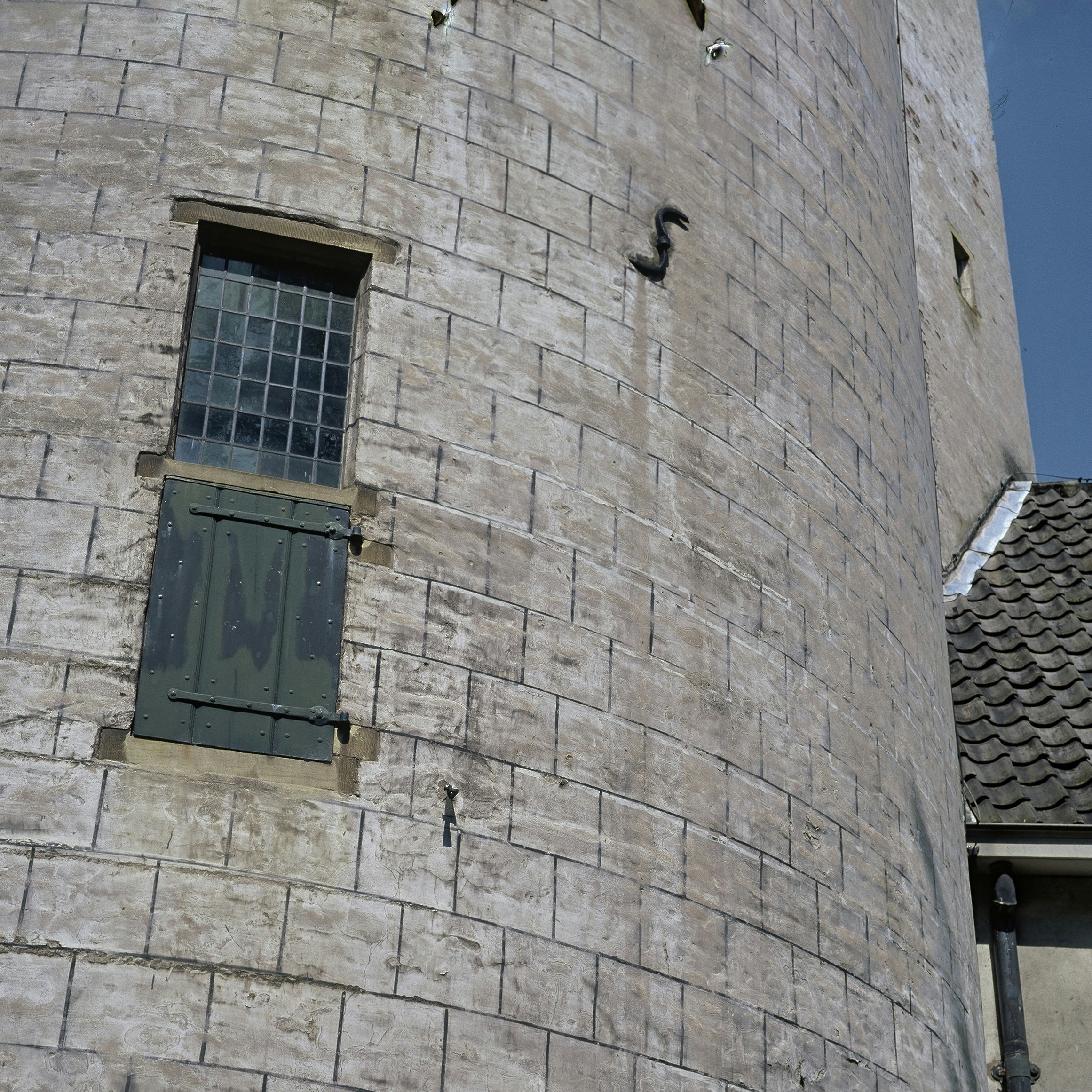
Détail de la tour ronde.
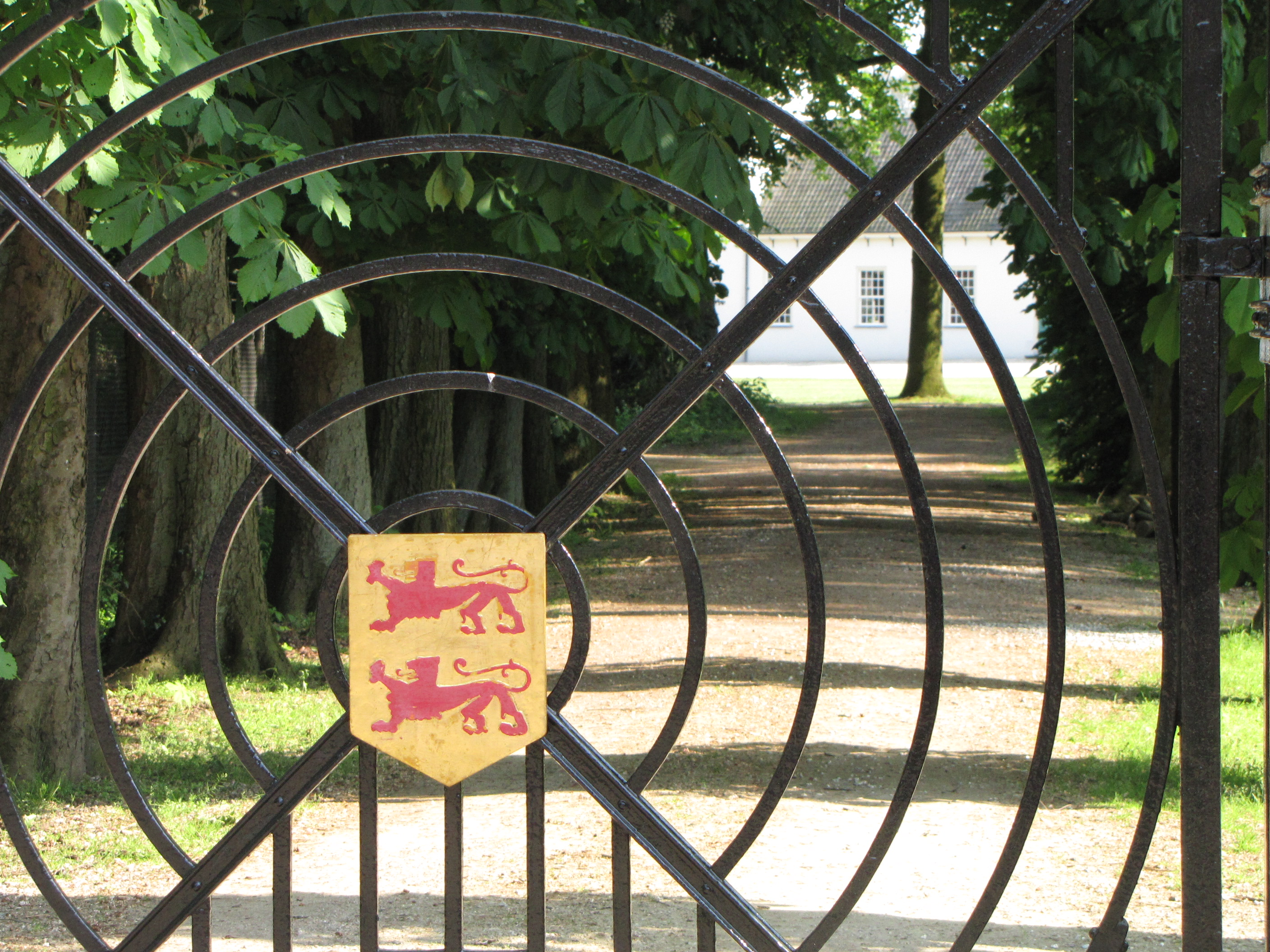
Le portail avec les armes des seigneurs de Wisch.